# Övrabyborg
Övrabyborg är en herrgård i Övraby socken i Tomelilla kommun.
Den nuvarande huvudbyggnaden är uppförd 1809. Den ursprungliga sätesgårdens hus var från 1750-talet och det nya huset lades i vinkel mot den gamla bibehållna karaktärsbyggnaden. 